# Guivatayim
Guivatayim, también escrito como Givatayim (en hebreo גבעתיים) es una ciudad de Israel. Se ubica en la franja costera central del país, al este de Tel Aviv, quedando englobada en el área metropolitana de la misma, conocida como Gush Dan. En 2021 tenía una población de 61.281 habitantes.
Fundada en 1922, su nombre significa Dos Colinas, debido a que se halla emplazada sobre dos de las colinas más altas de las alturas centrales de Israel, lo cual le otorga una privilegiada posición sobre el paisaje circundante.

## Ciudades hermanadas
- Arad, Rumania.
- Chattanooga, Tennessee, Estados Unidos.
- Esslingen am Neckar, Baden-Wurtemberg, Alemania.
- Harbin, Heilongjiang, China.
- Oradea, Rumania.
- Sfântu Gheorghe, Rumania.
- Vác, Hungría.